# Brissus unicolor
Espèce
L'oursin de sable gris (Brissus unicolor) est une espèce d'oursin irrégulier de la famille des Brissidae (ordre des Spatangoida), que l'on trouve notamment en Méditerranée. 

## Description et caractéristiques
Ce sont des oursins irréguliers dont la bouche et l'anus se sont déplacés de leurs pôles pour former un « avant » et un « arrière ». La bouche se situe donc dans le premier quart de la face orale, et l'anus se trouve à l'opposé, tourné vers l'arrière. La coquille (appelée « test ») s'est également allongée dans ce sens antéro-postérieur, pour devenir ovoïde (légèrement plus pointu du côté postérieur). La taille maximale est de 14 cm de long. Cet oursin n'a pas de dépression centrale antérieure, contrairement à beaucoup d'autres oursins irréguliers. 
Quand l'animal est vivant, tout le corps est couvert d'un duvet et mobile de piquants fins et courts, dessinant plus ou moins des motifs géométriques. La couleur générale est uniforme,  gris ou brun clair. 

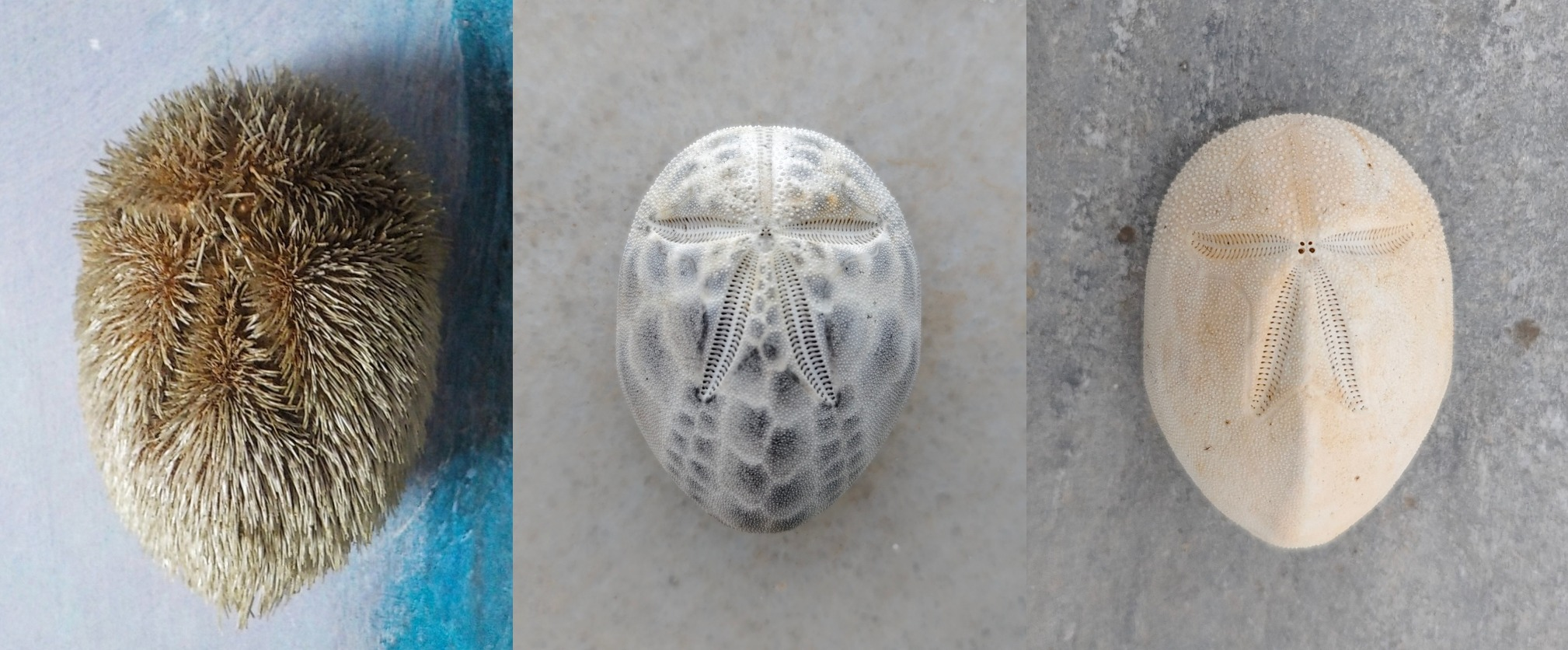

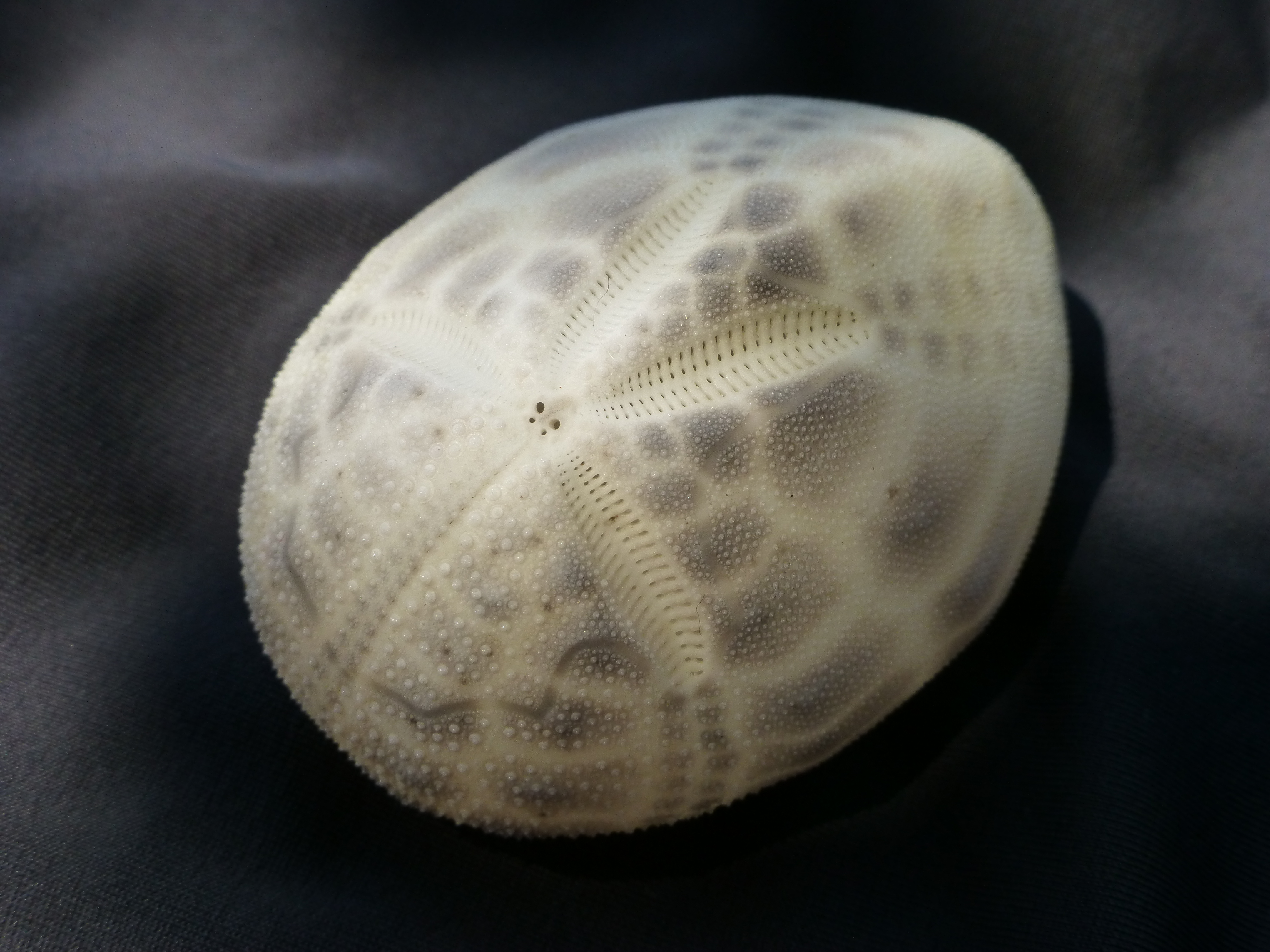
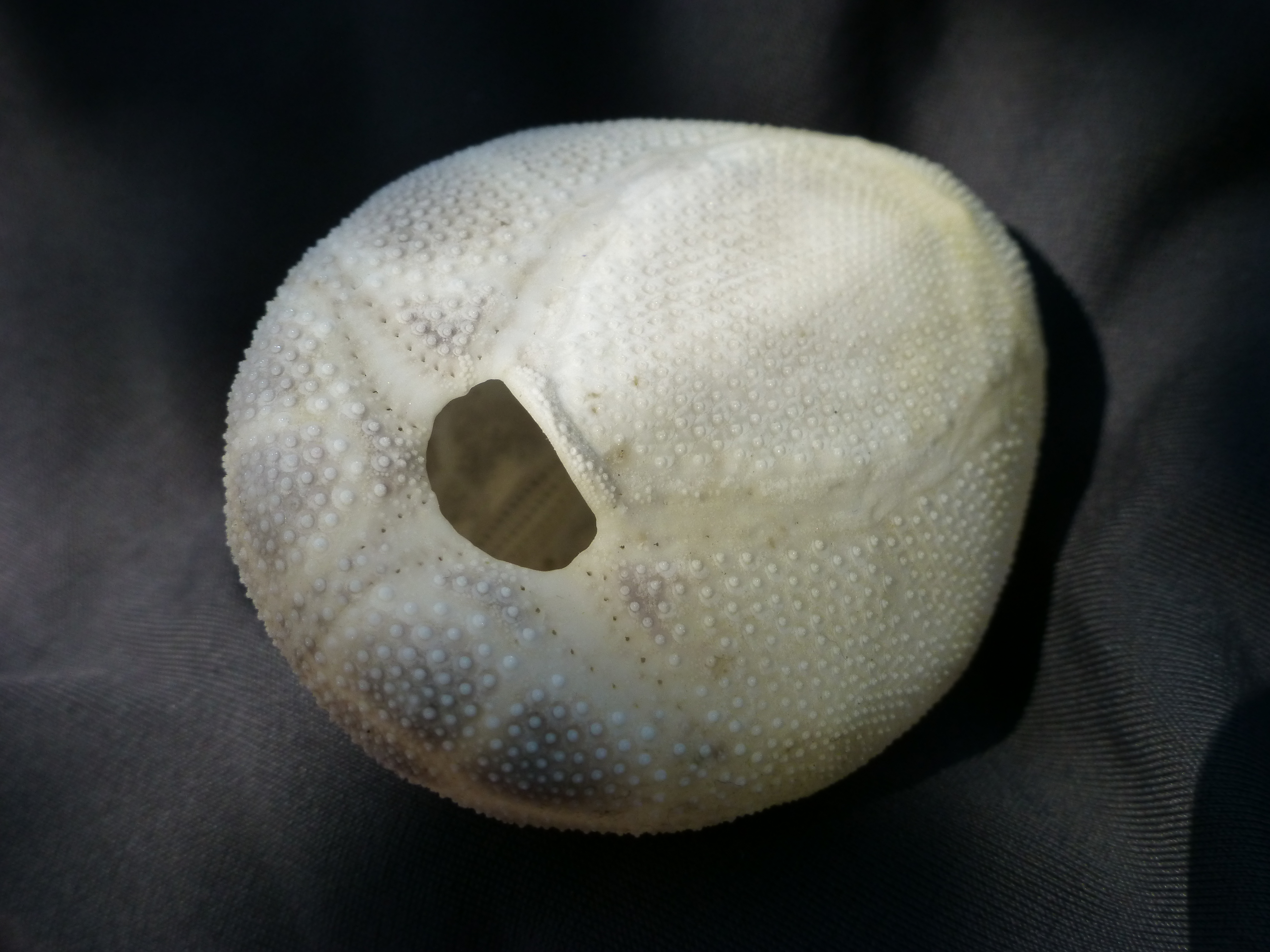
Vue ventrale
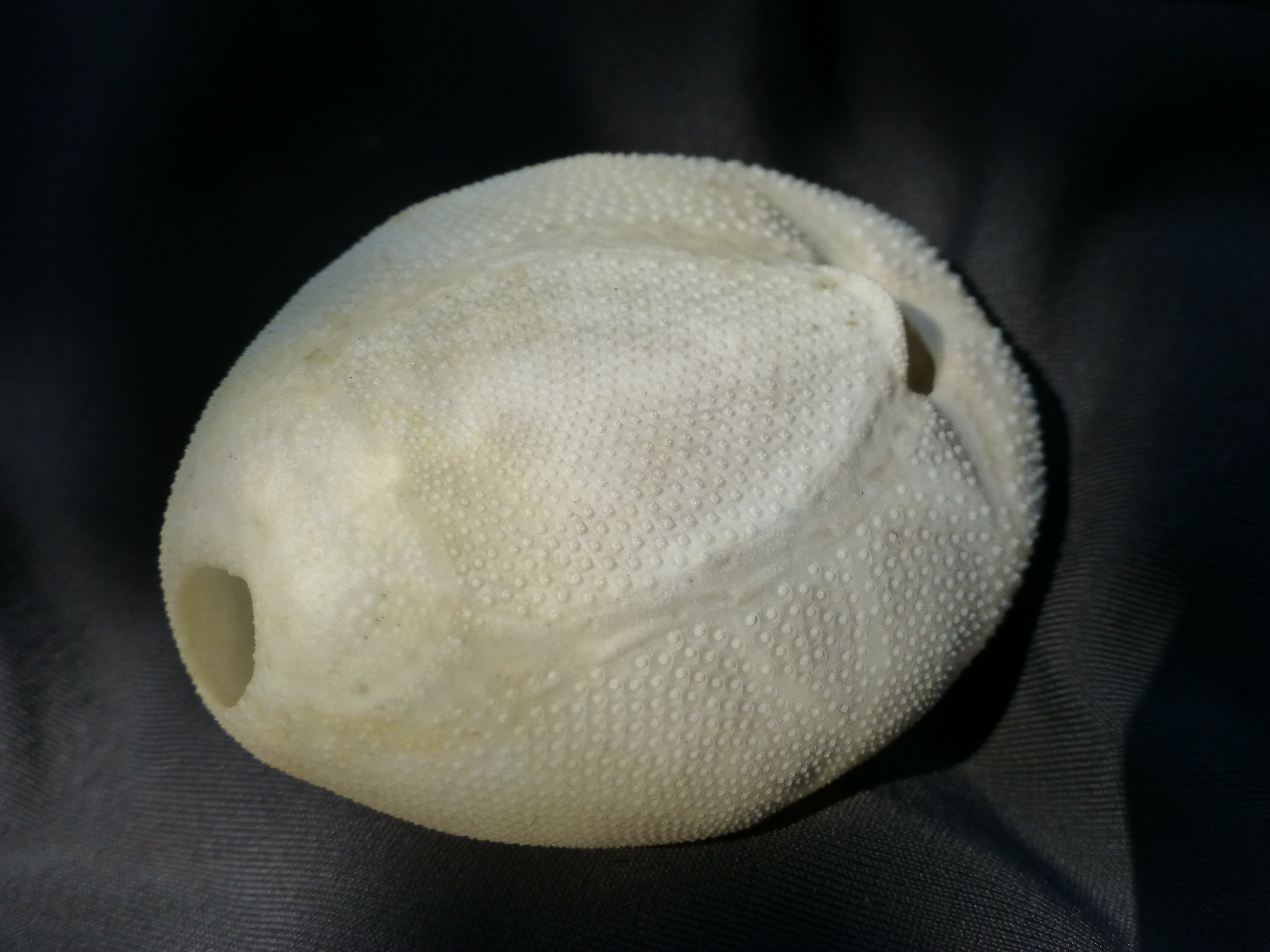
Vue antéro-ventrale

Cette espèce ne doit pas être confondue avec ses cousins Spatangus purpureus (en forme de cœur), Brissopsis lyrifera (avec un dessin en forme de lyre), Plagiobrissus costai (plus coloré), Brissopsis atlantica (vivant plus profond), ou encore Schizaster canaliferus (forme plus anguleuse). Il est la seule espèce de son genre en Méditerranée. 

## Habitat et répartition
Cet oursin habite toute la Méditerranée et l'est de l'Atlantique tempéré et tropical. Il vit enfoui dans le sédiment (raison pour laquelle il est rarement observé vivant), entre 8 et 250 m de profondeur.